# شهرستان ناکودوچز (تگزاس)
شهرستان ناکودوچز، تگزاس (به انگلیسی: Nacogdoches County, Texas) یک سکونتگاه مسکونی در ایالات متحده آمریکا است که در تگزاس واقع شده‌است.

## خصوصیات
شهرستان ناکودوچز ۲٬۵۴۰٫۷۹ کیلومترمربع مساحت دارد.